# معنادرمانی

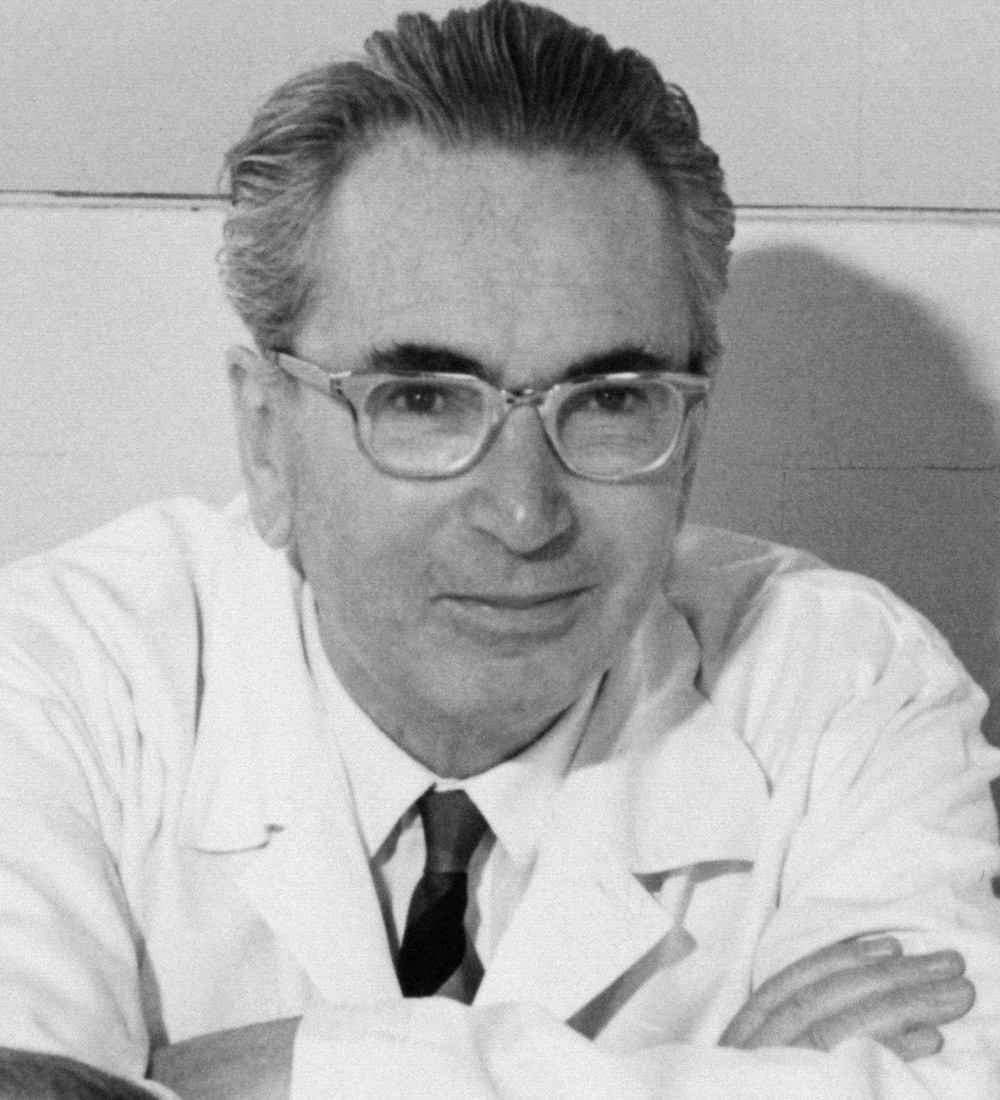
ویکتور فرانکل عصب شناس و روان شناس اتریشی

معنادرمانی که به آن لوگوتراپی نیز گفته می‌شود مکتب روان‌شناسی است که ویکتور فرانکل بنیان‌گذاشت.

## اصول اساسی
مفهوم «لوگوتراپی» با کلمه زبان یونانی «لوگوس» («معنا») ایجاد شد. مفهوم فرانکل بر این فرض استوار است که نیروی انگیزشی اولیه یک فرد، یافتن معنا در زندگی است. فهرست اصول زیر بیانگر اصول اساسی معنادرمانی است:
- زندگی در هر شرایطی معنا دارد، حتی در بدبخت ترین آنها.
- انگیزه اصلی ما برای زندگی اراده ما برای یافتن معنای زندگی است.
- ما در یافتن معنی در آنچه انجام می‌دهیم، و آنچه تجربه می‌کنیم، یا حداقل در موضعی که در مواجهه با وضعیت رنج غیرقابل تغییر اتخاذ می‌کنیم، آزادی داریم.[۱]

روح انسان در چندین فرض معنادرمانی به آن اشاره شده است، اما استفاده از اصطلاح روح «روحانی» یا «مذهبی» نیست. از نظر فرانکل روح اراده انسان است. بنابراین، تأکید بر جستجوی معنا است، که لزوماً جستجوی خدا یا هر موجود ماوراء طبیعی دیگری نیست. فرانکل همچنین به موانع جستجوی انسان برای معنا در زندگی او در جستجوی معنا نسبت به  ...ثروتمندی، هدونیسم، [و] ماده‌باوری اقتصادی... هشدار می‌دهد.